# Crotaphatrema lamottei
Crotaphatrema lamottei är en groddjursart som först beskrevs av Ronald Archie Nussbaum 1981.  Crotaphatrema lamottei ingår i släktet Crotaphatrema och familjen Caeciliidae. IUCN kategoriserar arten globalt som otillräckligt studerad. Inga underarter finns listade i Catalogue of Life.